# Iglesia del Evangelio (Mianyang)
La iglesia del Evangelio, llamada popularmente iglesia de Fucheng, es un templo de culto protestante de la ciudad sichuanesa de Mianyang, situado en la calle de Jiefang (lit. «calle de la liberación») en el distrito de Fucheng. Construido en 1895, o en 1885 según Anales de Religión de Mianyang, por Alfred Arthur Phillips y Gertrude Emma Wells de la Church Missionary Society, este templo pertenecía antiguamente a la diócesis anglicana de Szechwan Occidental, bajo la supervisión de la Iglesia de Inglaterra. Después de la toma de poder por parte de los comunistas en China en 1949, las Iglesias cristianas en China se vieron obligadas a romper sus lazos con las respectivas Iglesias en el extranjero, lo que llevó a la fusión de la iglesia del Evangelio en la Iglesia patriótica de las tres autonomías establecida por el gobierno comunista.

## Historia

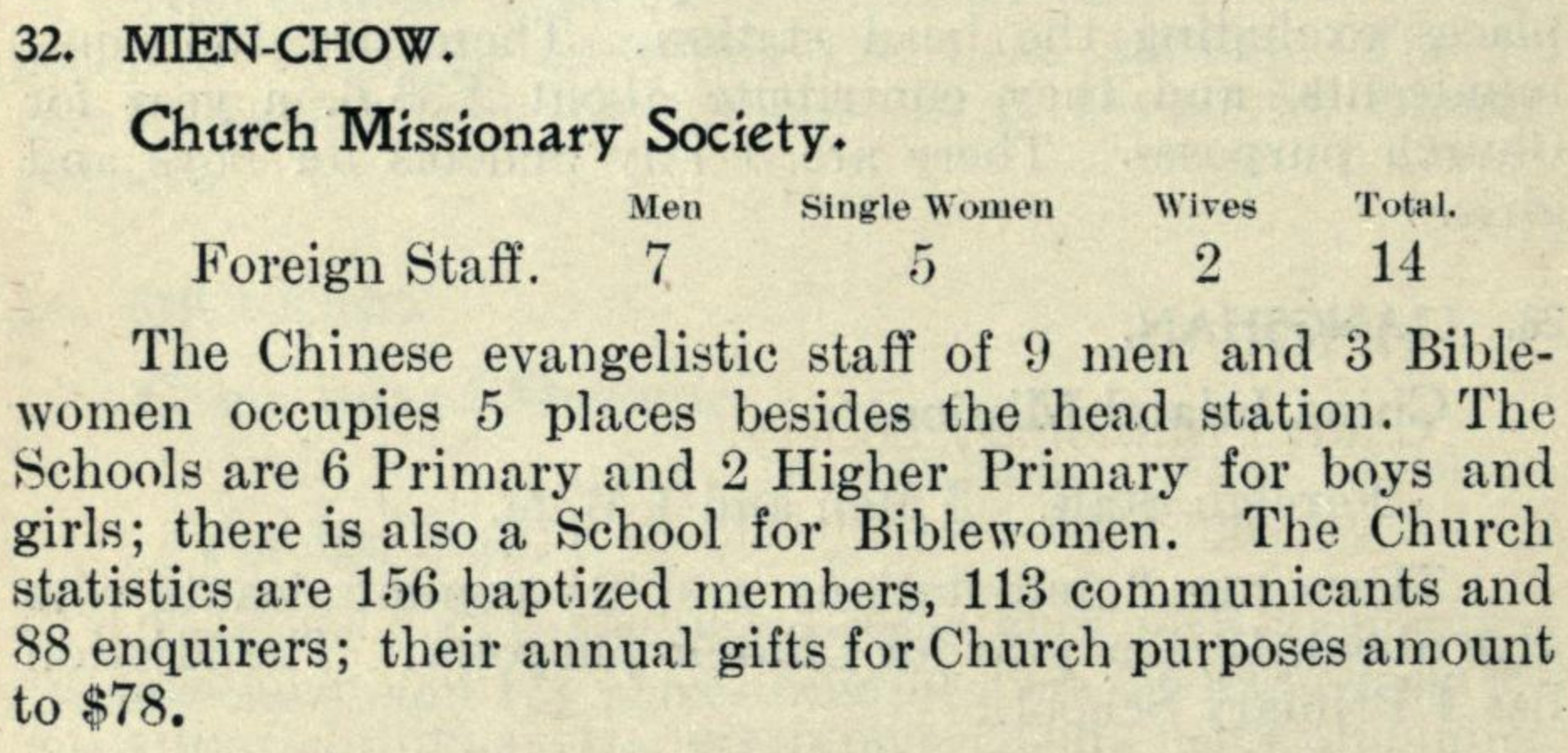
Encuesta del trabajo misionero de la Church Missionary Society (CMS) en Mienchow, publicada en 1913.

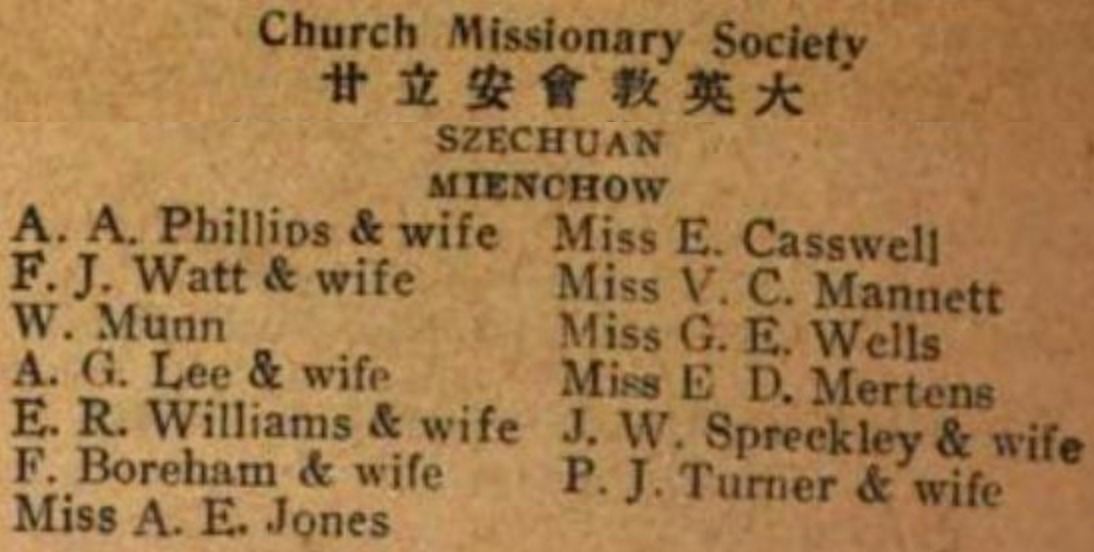
Lista de misioneros de la CMS destinados a Mienchow, 1920.

Según Anales de Religión de Mianyang (antiguamente conocida como Mienchow), la presencia del anglicanismo en Mianyang se remonta a 1885, cuando Alfred Arthur Phillips y Gertrude Emma Wells de la Church Missionary Society (CMS de la Iglesia de Inglaterra) construyeron una capilla para la casa misionera en la calle de Tongsheng. A finales de la década de 1880, dos mujeres que representaban a la Church of England Zenana Missionary Society trabajaban allí. A esto le siguió la entrada de un grupo misionero a esa ciudad en 1894, también de la Church Missionary Society, dirigido por James Heywood Horsburgh, quien amplió la capilla. Posteriormente, Mianyang se convirtió en la sede misional de la CMS. Durante la época republicana (1912–1949), la calle de Tongsheng (通聖街, lit. «calle de todos los santos»; ahora conocida como «calle de la liberación» por la propaganda política), como su nombre indica, reunía tres edificios religiosos: un templo confuciano, un templo taoísta de Wenchang, que ya no existen, y la iglesia anglicana.
El templo original está construido en el estilo indígena de una casa con patio rodeado por construcciones en sus cuatro costados, con una superficie de 2800 metros cuadrados. Los misioneros también establecieron la escuela de Yoh Teh en el cercano callejón de los Huang, la escuela intermedia de Hua Ying en el subdistrito de Nanshan (actual escuela secundaria de Nanshan, establecida por William Munn), así como la fábrica de dulces de Yung Shêng, una fábrica de productos lácteos, una guardería, etcétera. En 1954, el gobierno comunista estableció la «Iglesia Patriótica de las Tres Autonomías» de «autogobierno, autosuficiencia y autopropagación», todas las confesiones cristianas en China finalmente romperían sus lazos con las respectivas confesiones establecidas en el extranjero. Bajo esta política, el entonces pastor Tiexia Zheng llevó a su congregación a establecer el «comité del movimiento cristiano de las tres autonomías de Mianyang», y desde entonces la congregación se embarcó en el «camino de las tres autonomías».
Después de 1990, a medida que aumentaba el número de creyentes, el templo fue reconstruido con motivo de su centenario. El nuevo templo es un edificio de dos plantas con una superficie de 1200 metros cuadrados, con arcos de estilo romano, ventanas de inspiración bizantina y chapiteles neogóticos, que simbolizan mástiles. En 2009, con motivo del aniversario del terremoto de Sichuan de 2008, la iglesia del Evangelio organizó varios servicios evangélicos de estilo contemporáneo dirigidos por Joyful Noise Xpress, una organización misional-musical fundada por Anthony Chan, un músico cristiano hongkonés-estadounidence. Los participantes incluyeron al fundador y el músico hongkonés, Peter Kam. A partir de 2016, la congregación consta de tres pastores, veintiséis predicadores voluntarios y unos ocho mil cristianos bautizados, así como treinta puntos de encuentro.